# جون ماكجيل
جون ماكجيل (بالإنجليزية: John McGill)‏ هو كاهن كاثوليكي أمريكي، ولد في 4 نوفمبر 1809 في فيلادلفيا في الولايات المتحدة، وتوفي في 14 يناير 1872 في ريتشموند في الولايات المتحدة.